# 154. Feldausbildungs-Division
Die 154. Feldausbildungs-Division, später 154. Infanterie-Division, war eine deutsche Infanteriedivision im Zweiten Weltkrieg.

## Divisionsgeschichte

### 154. Feldausbildungs-Division
Die 154. Feldausbildungs-Division wurde am 1. Oktober 1944 als Feldausbildungs-Division für die Heeresgruppe A in der Sowjetunion aus der 154. Reserve-Division aufgestellt. Ab November des gleichen Jahres war die Division bei der 1. Panzerarmee und wurde in der Folge in die Weichsel-Oder-Operation eingebunden. 

### 154. Infanterie-Division
Im März 1945 wurde die 154. Feldausbildungs-Division zu einer Infanterie-Division aufgewertet, erhielt hierfür eine Panzer-Jäger-Abteilung und wurde in die 154. Infanterie-Division umbenannt. Die Unterstellung änderte sich zur Heeresgruppe Mitte, aber weiterhin bei der 1. Panzerarmee. Die Division kämpfte anschließend in Ostdeutschland. Am 16. April 1945 nahe Oderberg von sowjetischen Einheiten vernichtet. 
Die Überlebenden gingen anschließend in sowjetische Kriegsgefangenschaft. 

## Kommandeure
- Generalmajor/Generalleutnant Alfred Thielmann: von der Aufstellung bis Mitte Dezember 1944, ehemaliger Kommandeur der 154. Reserve-Division
- Generalleutnant Friedrich Altrichter: von Mitte Dezember 1944 bis zur Auflösung

## Gliederung
- Grenadier-(Feldausbildungs-)Regiment 562 mit zwei Bataillonen, aus dem Feldausbildungs-Regiment Nordukraine
- Grenadier-(Feldausbildungs-)Regiment 563 mit zwei Bataillonen, aus dem Reserve-Grenadier-Regiment 56 (Bataillone 171 und 192)
- Grenadier-(Feldausbildungs-)Regiment 564 mit zwei Bataillonen, aus dem Reserve-Grenadier-Regiment 223 (Bataillone 465 und 440)
- Artillerie-(Feldausbildungs-)Abteilung 1054 mit vier Batterien aus Reserve-Artillerie-Abteilung 24
- schweres Bataillon 1054 aus Reserve-Grenadier-Bataillon 455
- Pionier-(Feldausbildungs-)Bataillon 1054 aus Reserve-Pionier-Bataillon 24
- ab März 1945: Panzer-Jäger-Abteilung 1054 aus Panzerjäger-Ersatz- und Ausbildungs-Abteilung 43